# 1914-es magyar teniszbajnokság
Az 1914-es magyar teniszbajnokság a huszonegyedik magyar bajnokság volt. A bajnokságot június 10. és 20. között rendezték meg Budapesten, a BLTC margitszigeti pályáján.

## Eredmények
| Versenyszám  | Arany                                  | Arany | Ezüst                            | Ezüst | Bronz                                                                    | Bronz |
| ------------ | -------------------------------------- | ----- | -------------------------------- | ----- | ------------------------------------------------------------------------ | ----- |
| Férfi egyéni | Kehrling Béla MAC                      |       | dr. Zsigmondy Jenő BLTC          |       | Göncz Lajos Pécsi AC                                                     |       |
| Női egyéni   | Cséry Sarolta BLTC                     |       | Nyeviczkey Lili BLTC             |       | Mészáros Eszter BLTCBalás Dóra BLTC                                      |       |
| Férfi páros  | Kehrling Béla, Kelemen Aurél MAC       |       | Fittler Kamill, Rick Ödön MAC    |       | dr. Zsigmondy Jenő, Göncz Lajos BLTC, Pécsi AC                           |       |
| Női páros    | Cséry Sarolta, Mészáros Eszter BLTC    |       | Balás Dóra, Nyeviczkey Lili BLTC |       | Hállay Ferencné, Gandon Vilmosné BLTC, BBTEVuk Ferencné, Nagy Ilona BLTC |       |
| Vegyes páros | dr. Zsigmondy Jenő, Cséry Sarolta BLTC |       | Kehrling Béla, Krencsey Adél MAC |       |                                                                          |       |